# Josef Schofer

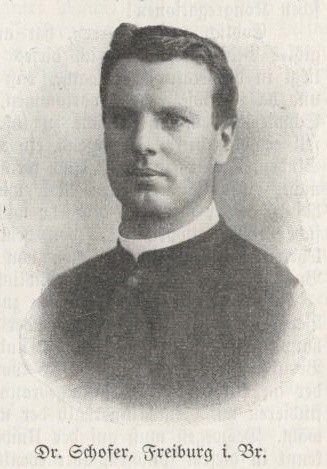
Josef Schofer, 1907

Josef Schofer, auch Joseph Schofer (* 31. Januar 1866 in Oberbühlertal; † 30. Oktober 1930 in Freiburg im Breisgau) war ein deutscher römisch-katholischer Priester und badischer Politiker.

## Abstammung
Josef Schofer war ein Sohn des Waldarbeiters Johannes Chrysostomus Schofer und der am 17. Februar 1878 verstorbenen Karoline, geb. Gutmann. Aus der Ehe seiner Eltern stammten weitere sechs Geschwister. Nach dem frühen Tod von Josefs Mutter Karoline heiratete der Vater in zweiter Ehe Luise, geb. Brügel. Aus dieser Ehe stammten Josef Schofers sieben Halbgeschwister.

## Leben
Josef Schofer besuchte von 1872 bis 1880 die Volksschule in Oberbühlertal. Von 1880 bis 1886 war er in der Lender'schen Lehranstalt in Sasbach, einer Internatsschule, die auf eine Gründung Franz Xaver Lenders aus dem Jahre 1873 zurückging. Es folgte 1886 bis 1888 der Besuch des Gymnasiums in Rastatt, wo er das Abitur bestand. Daran schloss sich von 1888 bis 1892 ein Studium der Katholischen Theologie in Freiburg und der Besuch des Priesterseminars in St. Peter im Schwarzwald an. Am 6. Juli 1892 weihte ihn Erzbischof Johannes Christian Roos zum Priester.
Von 1892 bis 1894 war Schofer als Präfekt am Knabenseminar Tauberbischofsheim tätig und fungierte dort zugleich als Vikar. Von 1894 bis 1904 war er Repetitor am Theologischen Konvikt Freiburg und Studentenseelsorger an der Universität Freiburg. 1902 promovierte er in Freiburg mit einer Dissertation über die Pädagogik des Hugo von St. Viktor, des großen Schulleiters des 12. Jahrhunderts. Von 1904 bis 1905 übernahm Schofer die provisorische Leitung des Theologischen Konvikts und war von 1905 bis 1930 einer der beiden Brunner'schen Benefiziaten am Freiburger Münster. Die Dotierung dieses Benefiziats war vergleichsweise gering, so dass Schofer damit nur einen bescheidenen Lebensstil finanzieren konnte. Gleichzeitig wirkte er von 1905 bis 1917 als Diözesanpräses der Marianischen Kongregation sowie von 1905 bis 1920 als Generalsekretär des Volksvereins für das katholische Deutschland in Baden. In den Jahren des Ersten Weltkriegs (1914–1918) war Schofer Feldseelsorger und seit 1915 planmäßiger Felddivisionspfarrer der 8. Landwehrdivision an der Westfront.

## Politische Betätigung

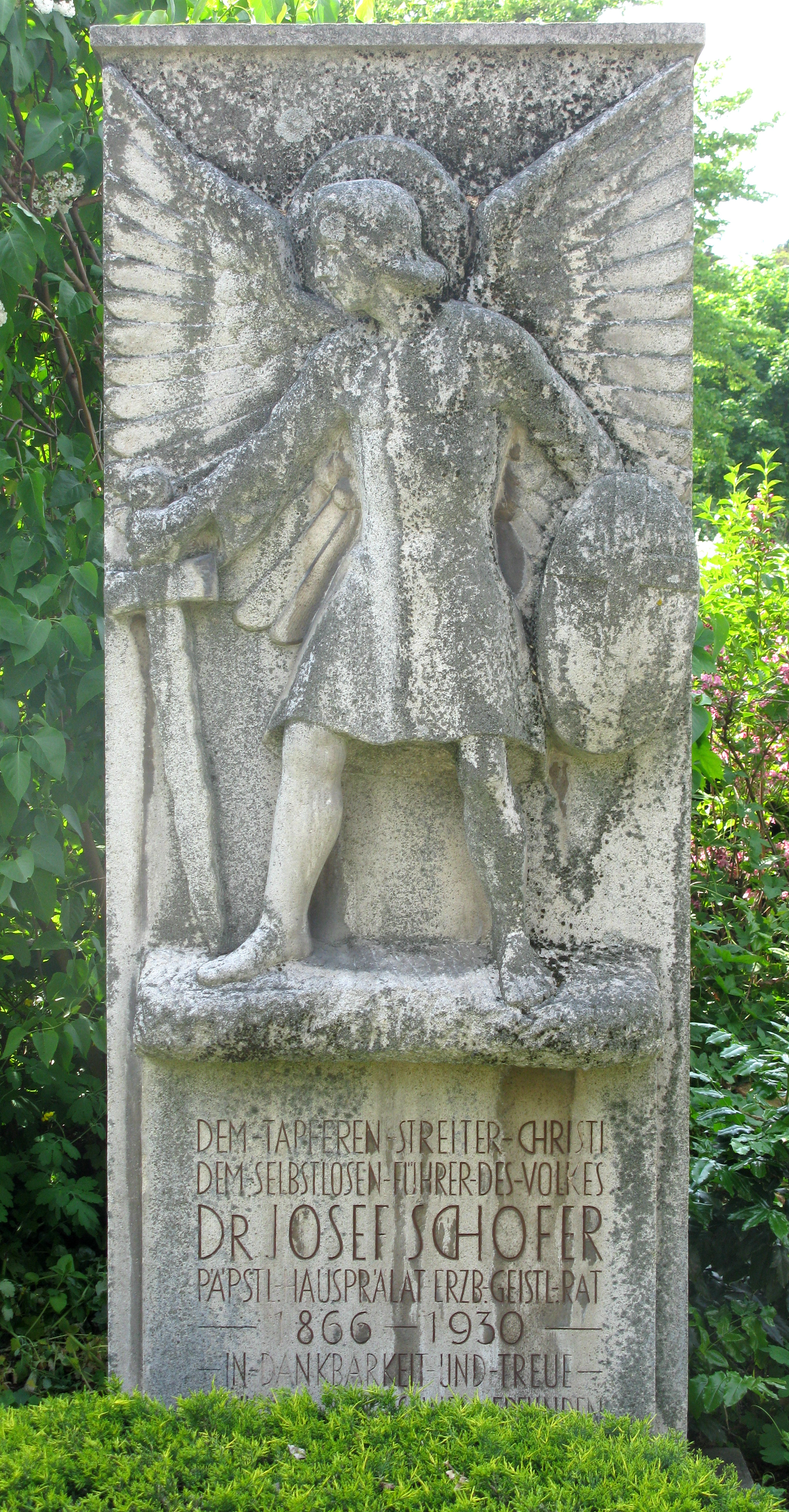
Schofers Grab auf dem Freiburger Hauptfriedhof

Am 19. Dezember 1897 veröffentlichte die Badische Landeszeitung einen Brief Schofers, in dem er im September 1896 – im Auftrag des Domkapitulars Jakob Schmitt (1834–1915) und Theodor Wackers – den Bonndorfer Vikar Mamertus Duffner beauftragt hatte, seinen Pfarrer Fridolin Honold auszuspionieren, da dieser seinen Gemeindemitgliedern die Wahl des Zentrums freigestellt hatte.
Von 1905 bis 1918 war Schofer für den Wahlkreis Tauberbischofsheim Mitglied der Zweiten Kammer der Badischen Ständeversammlung, seit 1919 Mitglied des Badischen Landtags für Freiburg, Heidelberg-Mosbach und Adelsheim-Mosbach. Im Landtag führte Schofer von 1919 bis 1930 ununterbrochen den Fraktionsvorsitz des Zentrums und galt als starke politische Persönlichkeit in der Zeit der Republik Baden, obwohl er weder ein hohes staatliches Amt noch ein hohes Kirchenamt bekleidete. Von 1918 bis 1921 war er vorläufig und von 1921 bis 1930 auch offiziell Vorsitzender des Badischen Zentrums und gleichzeitig Mitglied des Parteivorstandes des Zentrums auf Reichsebene. Sein Organisationstalent machten die Fraktions- und Parteiführung sehr erfolgreich. Er galt in den Debatten als mitreißender Redner und in den Printmedien als erfolgreicher Schriftsteller. 
Er war der Garant der von 1919 bis 1931 in Baden bestehenden Weimarer Koalition, welche dem Land vergleichsweise stabile politische Verhältnisse brachte. Schofer hatte entscheidenden Anteil an der Vorbereitung des Badischen Konkordats, dessen Abschluss er jedoch nicht mehr erlebte. Im Jahre 1930 erlag er einem Herz- und Rheumaleiden und wurde unter sehr großer Anteilnahme der Bevölkerung bei Anwesenheit zahlreicher Persönlichkeiten aus Politik und Kirche in Freiburg beerdigt.
Er war Ehrenmitglied der katholischen Studentenverbindungen KDStV Arminia Freiburg im CV und KStV Brisgovia Freiburg, KStV Bavaria Freiburg und KStV Germania Hohentwiel Freiburg im KV.

## Veröffentlichungen
Schofers zahlreiche Beiträge sind meist volkstümlich und beschreiben die politischen und religiösen Verhältnisse seiner Zeit. Dabei steht der Kampf im Vordergrund, den er für die katholische Kirche führte, um die bedrückenden Folgen des Badischen Kulturkampfs zu überwinden. Ein Verzeichnis seiner Werke ist bei P. Enderle zu finden: Dr. J. Schofer „Der ungekrönte Großherzog von Baden“ , Karlsruhe 1957, S. 350–51.

## Ehrungen
- Eisernes Kreuz II. Klasse
- Eisernes Kreuz I. Klasse
- Ritterkreuz 2. Klasse des Ordens vom Zähringer Löwen
- 1917 Geistlicher Rat ad honorem
- 1921 Päpstlicher Hausprälat
- 1967 Benennung der 1963 gegründeten Schule als Dr.-Josef-Schofer-Schule in seiner Heimatgemeinde Bühlertal